# ترام

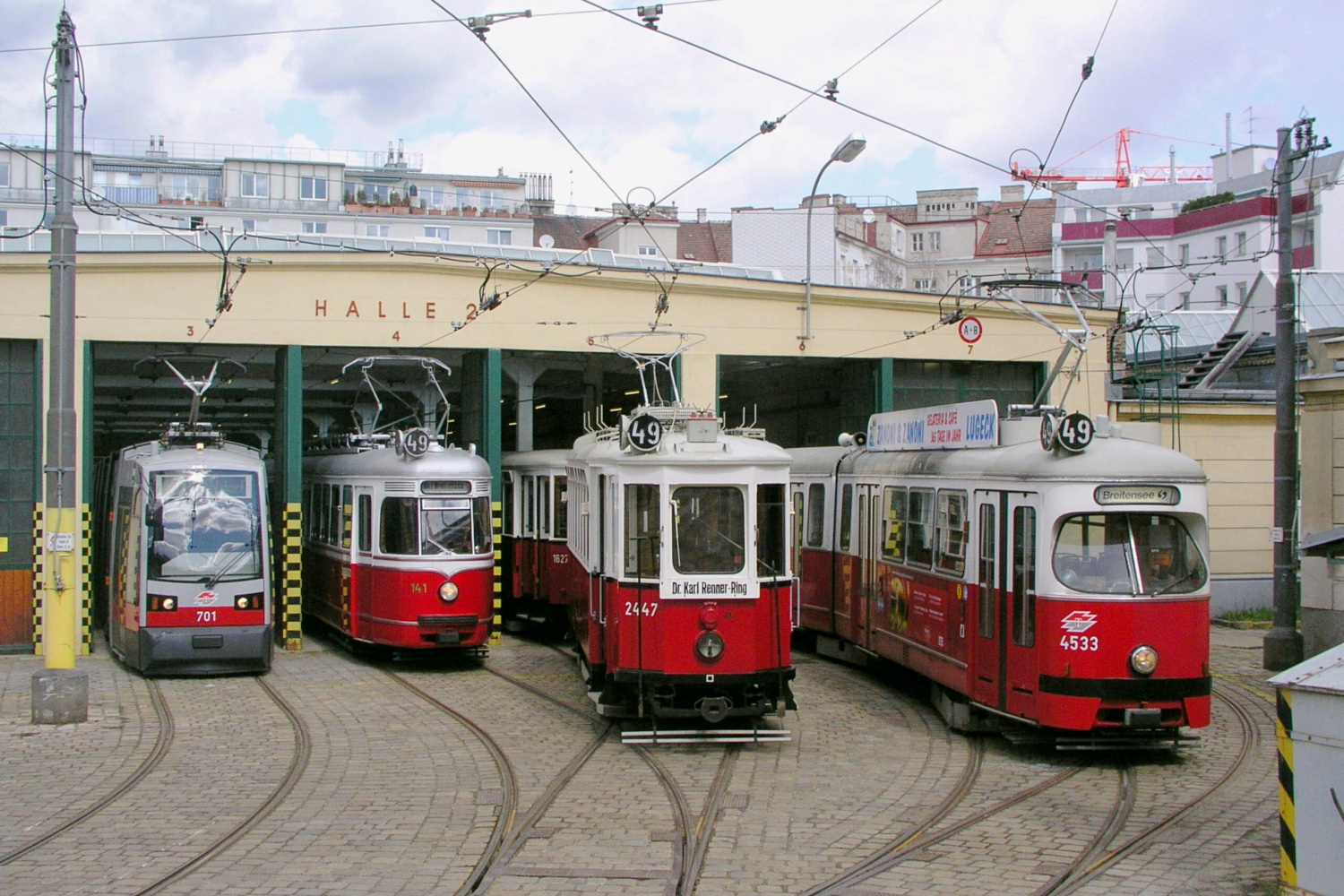
عربات ترام مصفوفة عند المرآب في فيينا.

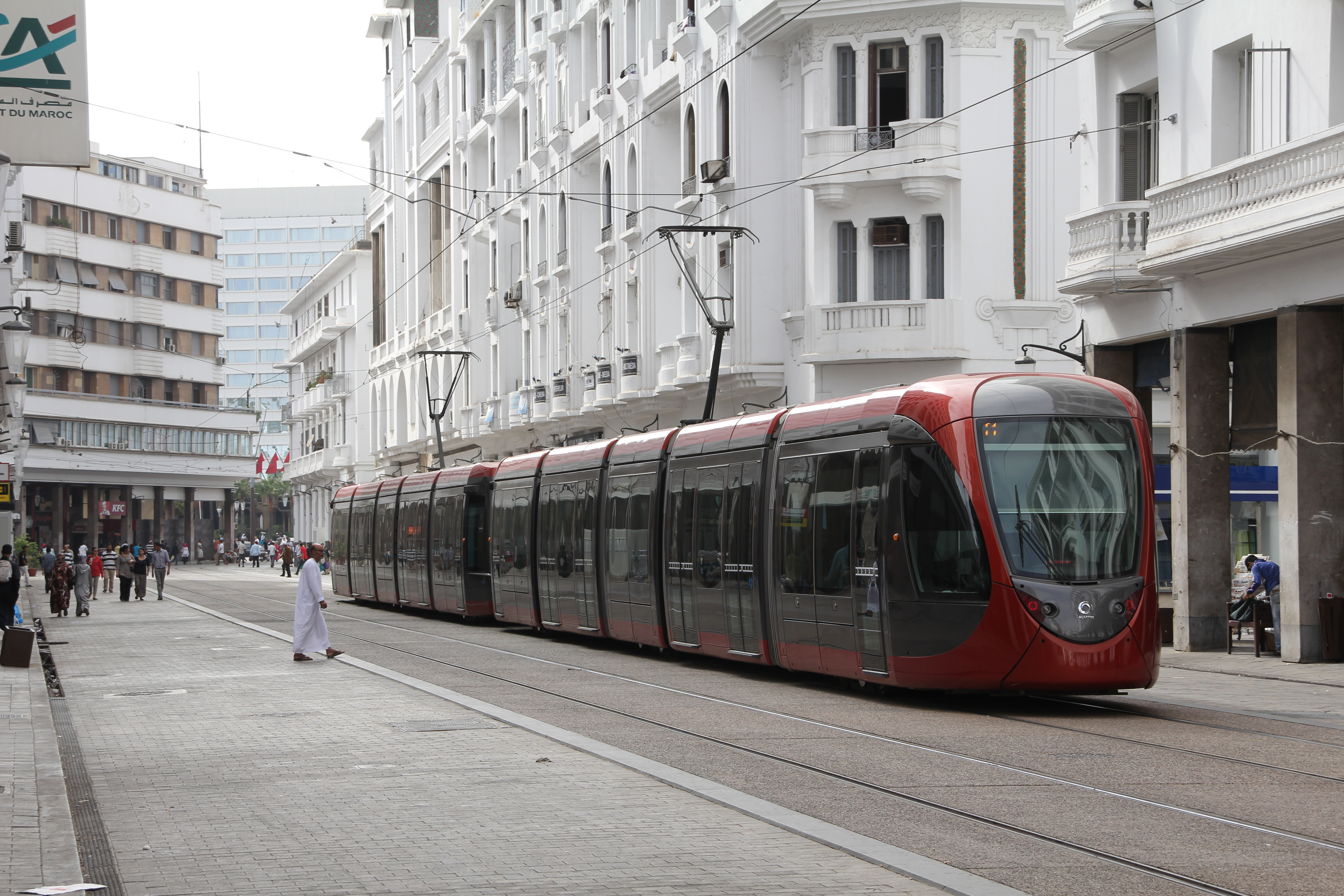
طرامواي البيضاء

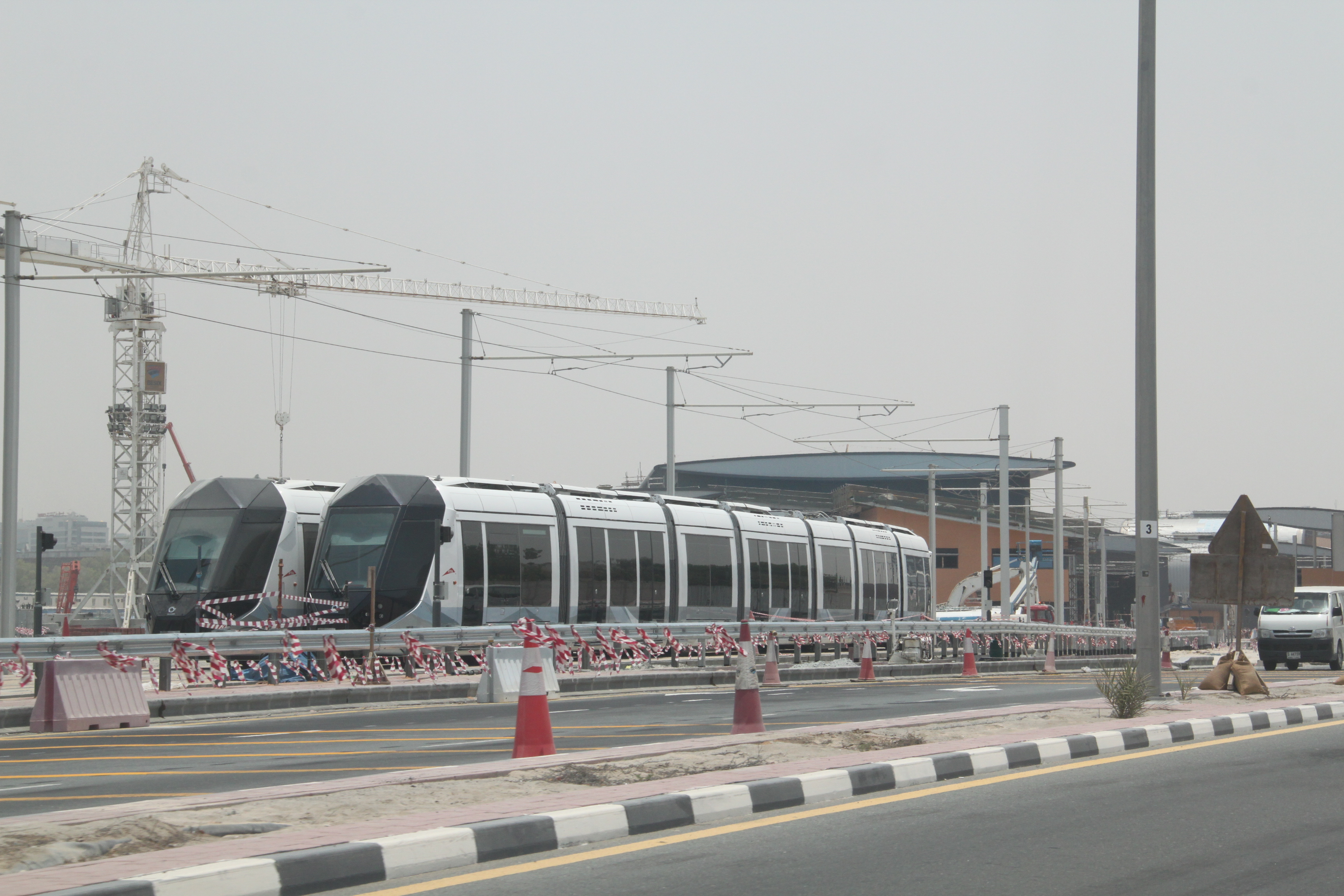
ترام السفوح بدبي.

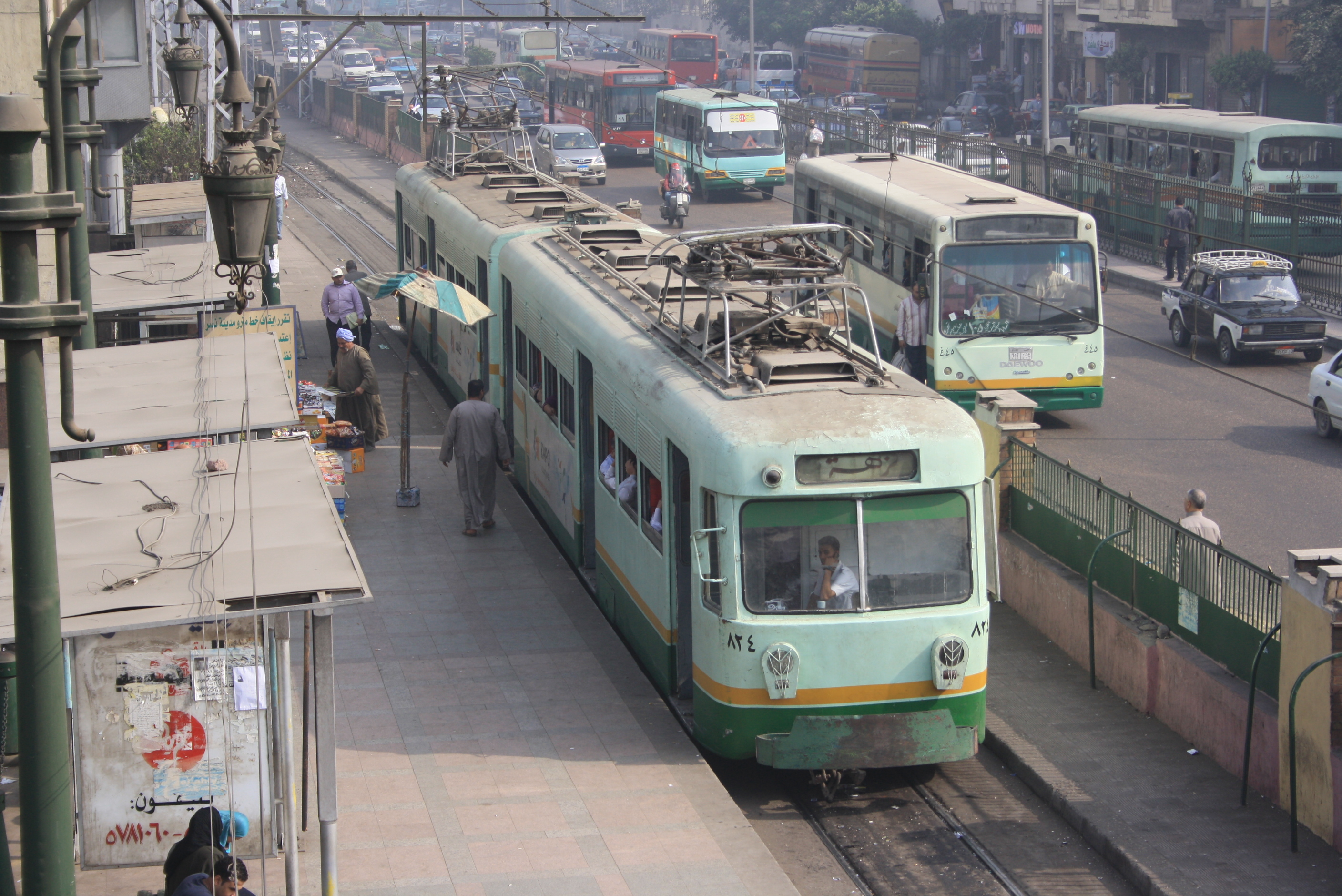
ترام مصر الجديدة بالقاهرة.

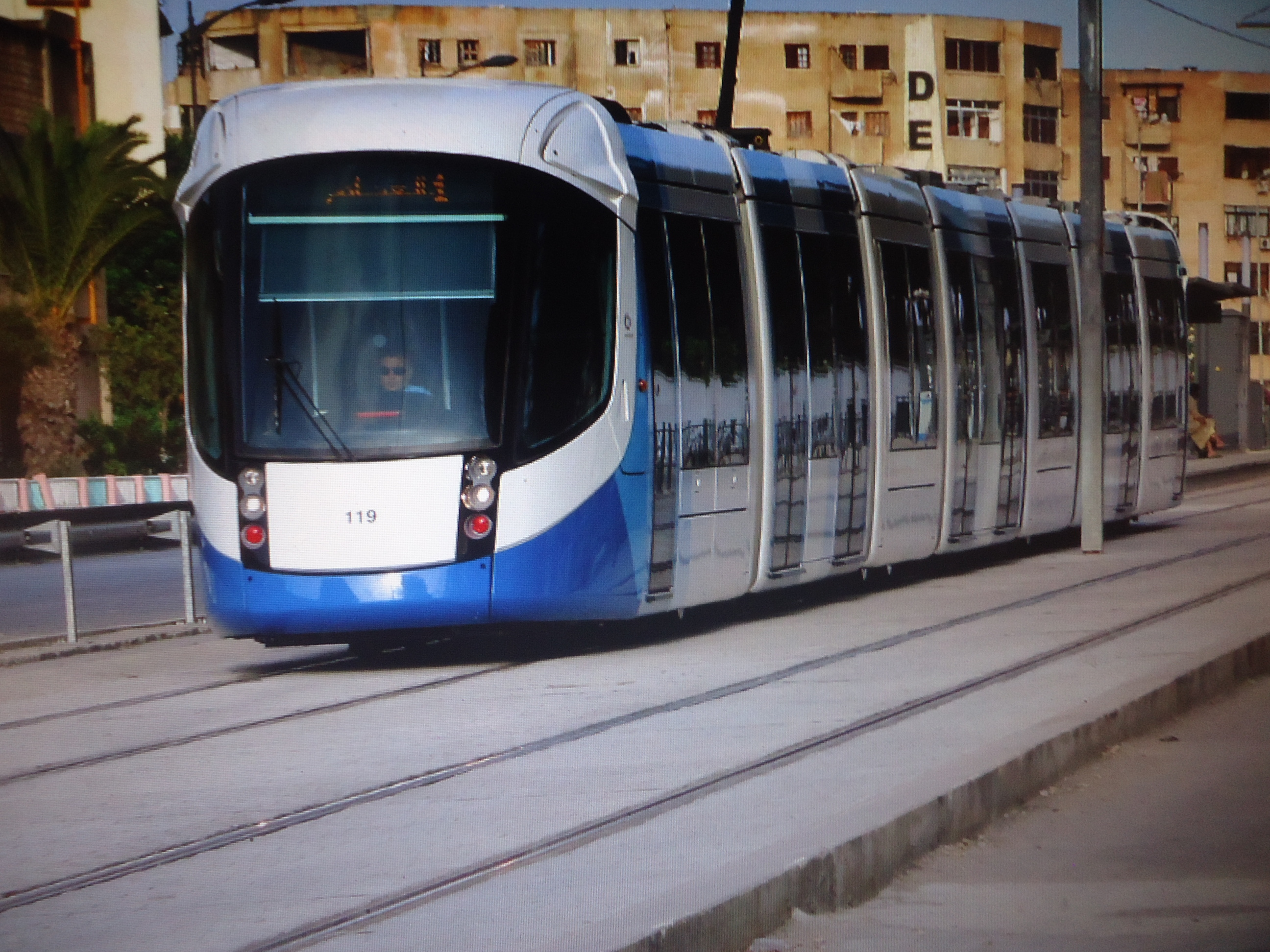
ترامواي الجزائر العاصمة.

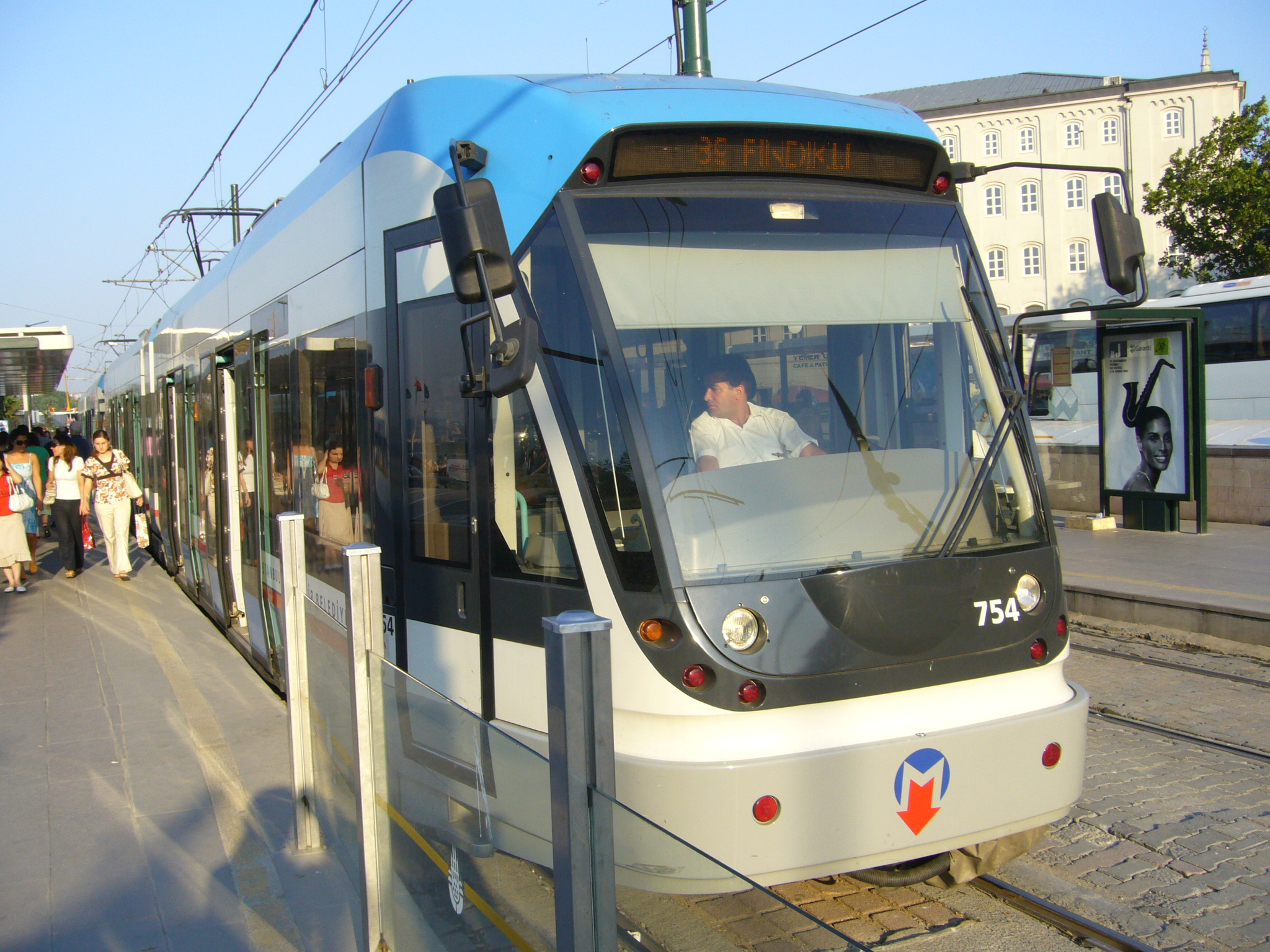
ترام إسطنبول.

التَّرام أو التِّرام أو الترامواي (وتُنطق «تُرْماي» بتفخيم التاء والميم) أو الطرامواي (في المغرب، ويُختصر الطرام) وتعربه بعض المعاجم الجَمَّازَة (الجمع: جَمَّازَات) قطارات خفيفة تعمل على مسارات السكك الحديدية المكهربة داخل المدن مع وجود بعض خطوط الترامواي تكون أجزاء من مساراتها تمر خارج المدن ويكون مسارها سطحي. وهي وسيلة نقل عبر سكك حديدية تمتد على طول مسارات الطرق بجوار السيارات، وفي بعض الأحيان يمكن أن توجد في مسارات بعيدة على السيارات. وتعمل الترام عادةً على الطاقة الكهربائية، وتُعتبر من أكثر وسائل النقل شيوعًا في بعض البلدان، وقد يعمل الترام أيضًا بين المدن والقرى القريبة من بعضها. وعادة ما تكون مركبات الترام أخف وزنًا وأقصر طولًا من القطارات و أسرع من القطارات على خطوط الضواحي القصيرة المتقاربة المحطات التي يتطلب السير فيها سرعة منخفضة ومع ذلك فإن درجة الاختلاف بين وسائل النقل المختلفة عبر السكك الحديدية تكاد تكون غير واضحة. ولكن يمكن القول بأن معظم مركبات الترام في وقتنا الحالي تعمل على الطاقة الكهربائية، وتعمل القليل منها على وقود الديزل، خاصة في البلدات الريفية. وقد استخدمت مركبات الترام في الماضي ولكن عن طريق استخدام الخيول والبغال لجرها. وشهد أول ظهور لهذه الوسيلة في معرض شيكاغو الدولي عام 1883، وتقوم عملية تنظيم السير فيه على أساس إنجاز مراكز توقف (محطات) ثابتة على طول خطوط السكة الحديدية الكهربائية.

## الترام في الوطن العربي

### الجزائر

#### خطوط حالية
- ترامواي الجزائر العاصمة
- ترامواي وهران
- ترامواي قسنطينة
- ترامواي ورقلة
- ترامواي سيدي بلعباس
- ترامواي مستغانم
- ترامواي سطيف

#### مشاريع
- ترامواي عنابة
- ترامواي البليدة
- ترامواي بشار
- ترامواي باتنة
- ترامواي بجاية
- ترامواي بسكرة
- ترامواي تلمسان
- ترامواي تبسة
- ترامواي سكيكدة

### المغرب
- طرامواي الرباط - سلا المغرب
- طرامواي البيضاء المغرب

### تونس
- المترو الخفيف لمدينة تونس

### مصر
- ترام الإسكندرية (الرمل، المدينة) مصر
- ترام القاهرة (مصر الجديدة، حلوان) مصر

### سوريا
- ترام دمشق (متوقف) سوريا

### الإمارات
- ترام السفوح بدبي الإمارات

## الهوامش
- ^1 «الجَمّاز» هو سريع السير من البعير، وكان أن حاول أكاديميون من مجمع اللغة العربية تسمية الترامواي به من باب القياس وتعويضه،[5] لكن ذلك لم يتحقق.[6]